# Iniciação científica
Iniciação científica é uma modalidade de pesquisa acadêmica desenvolvida por alunos de graduação nas universidades brasileiras em diversas áreas do conhecimento.
Os alunos têm o desenvolvimento de seus estudos acompanhados por um professor orientador, ligado ou não a um laboratório de pesquisa da faculdade na qual o aluno estuda ou a algum centro de pesquisa financiador (Fundação Casa de Rui Barbosa, por exemplo).
Frequentemente os resultados dos trabalhos dos alunos de Iniciação Científica são apresentados em eventos realizados no mês de outubro de cada ano nas instituições de ensino e pesquisa no âmbito da Semana Nacional de Ciência e Tecnologia.

## Agências de fomento
As principais agências financiadoras de projetos de iniciação científica no Brasil (através do oferecimento de bolsas de incentivo à pesquisa) são o CNPq (Conselho Nacional de Desenvolvimento Científico e Tecnológico), em nível federal, através de seu Programa Institucional de Bolsas de Iniciação Científica, o PIBIC, e as agências estaduais de fomento à pesquisa, como a FAPESP, FAPERJ, FAPEMIG e outras fundações estaduais de amparo à pesquisa. A Agência Nacional do Petróleo, Gás Natural e Biocombustíveis possui um programa de formação de recursos humanos gerido pela Finep, que contempla bolsas de iniciação científica. Comumente, bolsas de iniciação científica são mensais e normalmente giram em torno de um valor abaixo do salário mínimo fixado pela instituição ou agência de fomento. Atualmente, em 2016, o valor da bolsa do CNPq e da FAPEMIG é de R$400,00. Mas, também há Programas de Iniciação Científica Voluntária (ICV) em várias universidades como a UFABC, UnB, UNIFESP, UFMG, UFPI, PUCPR, PUCRS, e outras.

## Peculiaridades desta fase na vida do pesquisador
Nesta etapa da prática universitária, o estudante-pesquisador exerce os primeiros momentos da pesquisa acadêmica, como a escrita acadêmica, a apresentação de resultados em eventos, a sistematização de ideias, a sistematização de referenciais teóricos, a síntese de observações ou experiências, a elaboração de relatórios e demais atividades envolvendo o ofício de pesquisador.
Um aspecto muito importante da iniciação científica é a formação no campo ético. Um treinamento ético responsável e consistente durante a iniciação científica é uma das maiores contribuições para a formação dos futuros cientistas e cidadãos.[carece de fontes?], como o é para pesquisadores mais experientes.